# Mas de Sunyer (Reus)
El Mas de Sunyer és una masia de Reus (Baix Camp) situada a la partida de Bellissens. És una masia gran i antiga,al nord-est de la carretera de Bellissens, davant d'allà on hi fa cap del camí de Bellissens. Queda al nord-est del Mas del Macaia, del que la separa la carretera, i al nord-oest del mas de la Llorda, Pel darrere de la masia, un camí porta al Mas del Bonrepòs.

## Descripció
L'estat actual del mas, de les construccions annexes, i de la bassa de planta quadrada, és ruïnós. Es tracta d'una masia construïda entre els segles XVIII-XIX, i formada per planta baixa, pis i golfes. Té una coberta a dues aigües, amb un cos auxiliar adossat a la part oest. Antigament la planta baixa era porxada, i encara es poden veure les restes del porxo a la part est, actualment tancada. Hi ha una placeta davant del mas.

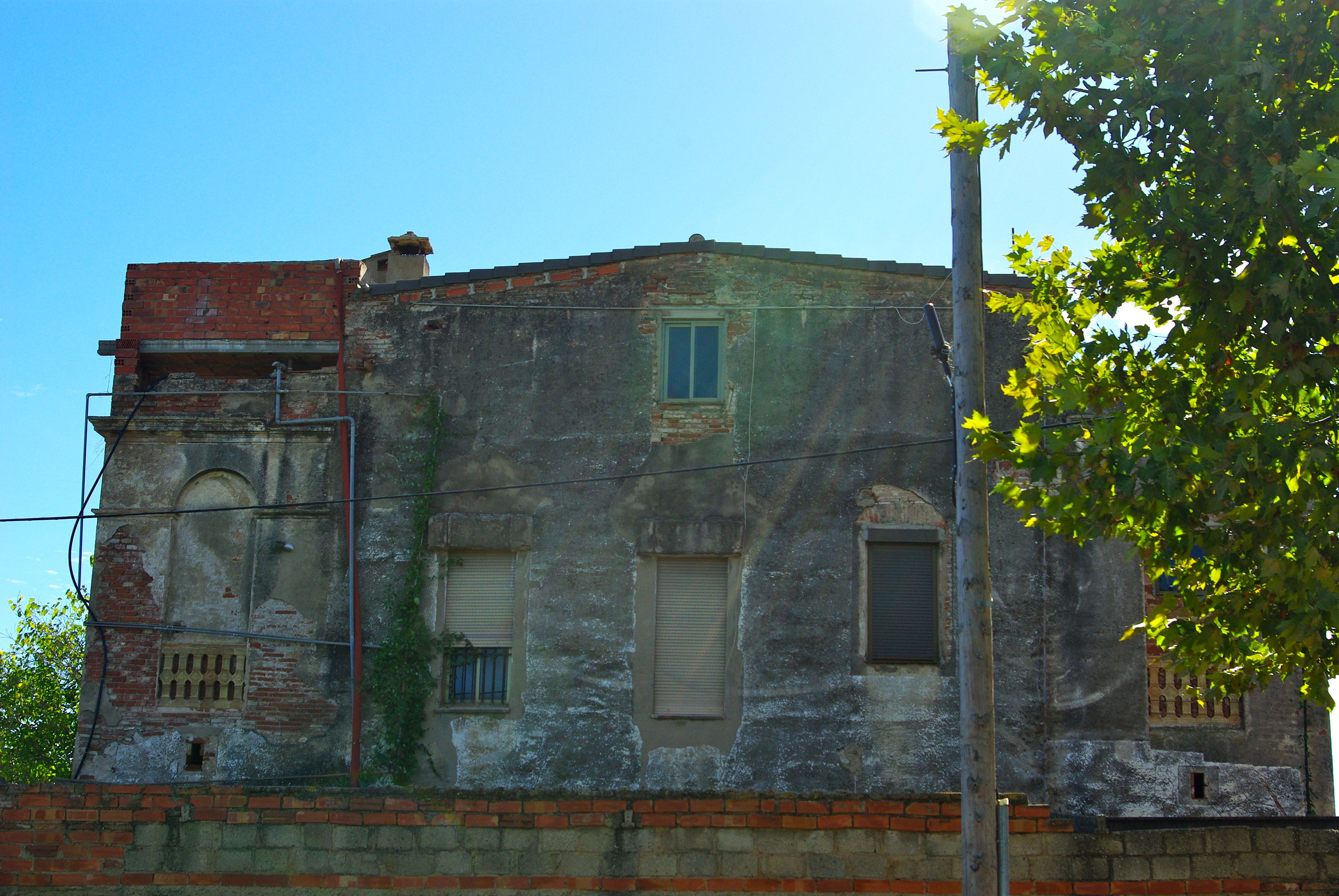
Mas de Sunyer. es veu l'estat rònec de l'edifici